# Morti nel 532
| Questa pagina contiene informazioni ricavate automaticamente dalle voci biografiche con l'ausilio del template Bio e di un bot. L'aggiornamento è periodico e automatico e ricostruisce completamente la pagina. Se manca una persona in questa lista, sei pregato di non aggiungerla, ma accertati piuttosto che la sua voce biografica contenga il template Bio e che i dati anagrafici siano correttamente compilati. Se il template Bio manca, inseriscilo tu stesso o, in alternativa, metti l'avviso {{tmp\|Bio}} che ne segnala la mancanza. Se i dati riportati sono sbagliati, correggi direttamente la voce biografica; le modifiche saranno visibili in questa lista entro pochi giorni. Per chiarimenti vedi il progetto biografie. La lista contiene solo le 7 persone che sono citate nell'enciclopedia e per le quali è stato implementato correttamente il template Bio. Pagina aggiornata al 27 gen 2025. |

- 10 gennaio - Teodoro Pietro Demostene, funzionario bizantino
- 3 marzo - Vinvaleo di Landévennec, abate francese
- 17 ottobre - Papa Bonifacio II, papa, cardinale e vescovo ostrogoto
- 5 dicembre - Saba Archimandrita, monaco cristiano bizantino (n. 439)
- Ipazio, politico e militare bizantino
- Flavio Pompeo, generale romano
- Troiano di Saintes, vescovo e santo franco